# George P. Shultz
George Pratt Shultz (født 13. december 1920 i New York City i USA, død 6. februar 2021) var en amerikansk republikansk politiker. Han var USA's beskæftigelsesminister 1969-1970, finansminister 1972-1974 og udenrigsminister 1982-1989.
Shultz har en Ph.D.-grad i industriøkonomi fra Massachusetts Institute of Technology (1949).
I 1989 fik Shultz Presidential Medal of Freedom.